# Anyphaenoides caribensis
Espèce
Anyphaenoides caribensis est une espèce d'araignées aranéomorphes de la famille des Anyphaenidae.

## Distribution
Cette espèce est endémique du département de Atlántico en Colombie,. Elle se rencontre vers Usiacurí.

## Description
Le mâle holotype mesure 3,35 mm et la femelle paratype 3,14 mm, les mâles mesurent de 3,40 à 3,73 mm et les femelles de 4,90 à 6,10 mm.

## Étymologie
Son nom d'espèce, composé de caribe et du suffixe latin -ensis, « qui vit dans, qui habite », lui a été donné en référence au lieu de sa découverte, les Caraïbes.

## Publication originale
- Martínez, Brescovit & Martínez, 2018 : Five new species of the ghost spider genus Anyphaenoides Berland from Colombia (Araneae: Anyphaenidae: Anyphaeninae). Zootaxa, no 4425(2), p. 357-371.